# Micromus yunnanus
Micromus yunnanus är en insektsart som först beskrevs av Navás 1923.  Micromus yunnanus ingår i släktet Micromus och familjen florsländor. Inga underarter finns listade i Catalogue of Life.